# 弁当箱
弁当箱（べんとうばこ）とは、弁当を保存し持ち運ぶために使用する容器である。ランチボックスともいう。英語のlunch boxのlunchは「その日の中間に取る食事」という意味のため、日本語の弁当箱と同様に昼食に限定される容器ではない。

## 日本の弁当箱

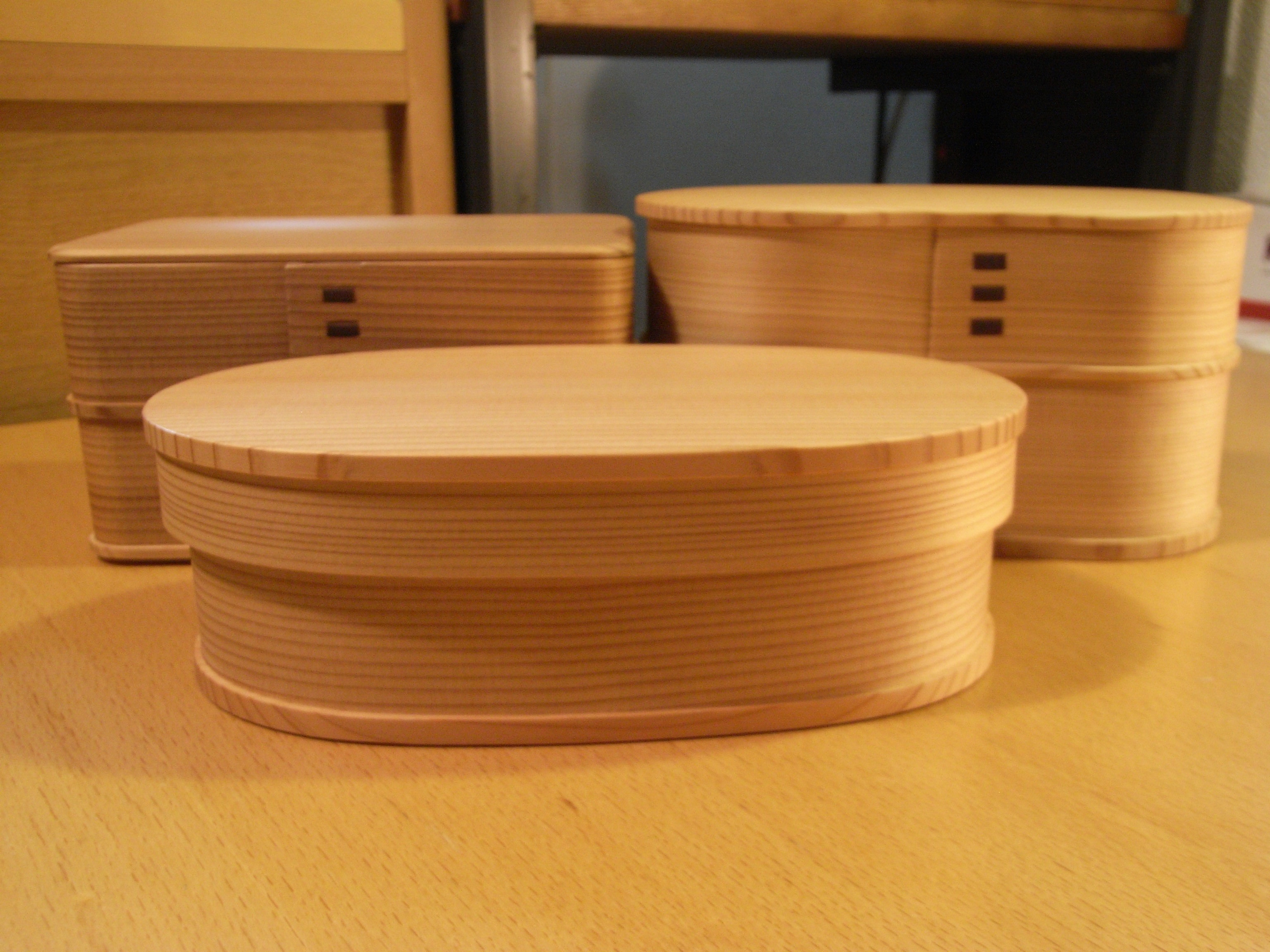
日本の曲げわっぱ

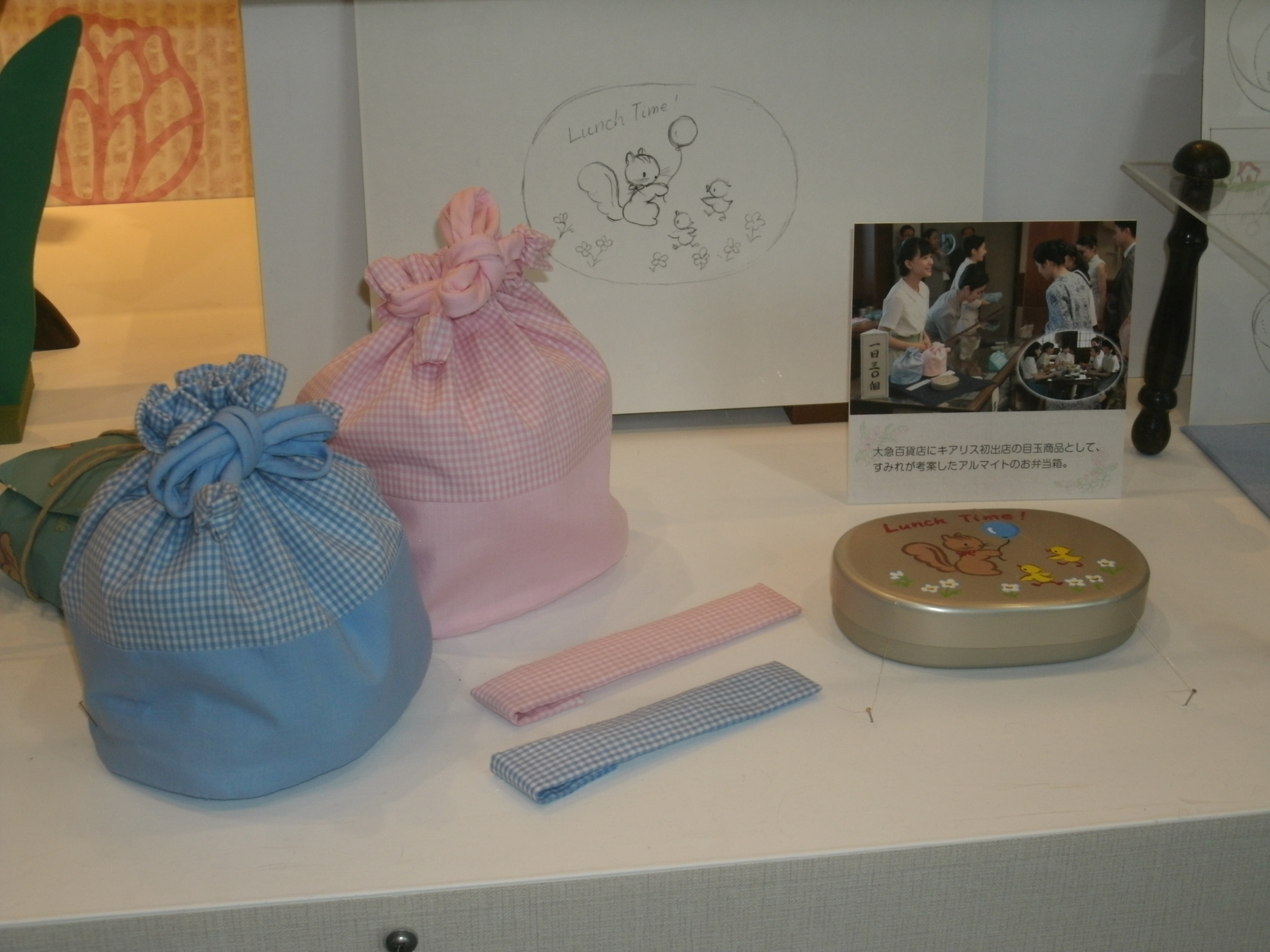
アルマイト加工されたアルミニウム製弁当箱

### 歴史
賀茂別雷神社の葵祭では、船御飯と船御餅という、深さのある折敷に米と餅を入れ、檜皮（ひわだ）と真薦（まこも）で蓋をした神饌が奉げられている。弁当箱の原型はこのような形態だったと言われている。
安土桃山時代には、現代でも見られるような漆器の弁当箱が作られるようになり、この時代より、弁当は花見や茶会といった場で食べられるようになった。江戸時代初期に編集された、ポルトガル語の『日葡辞書』には「bento」が弁当箱の説明で記載されている。
1897年（明治30年）、アルミニウム製の弁当箱がつくられた。この時の弁当箱はまだアルマイト加工されておらず、アルミニウムは酸に弱かったため、アルミニウム製の弁当箱に梅干しを入れておくと腐食してしまうということがあった。
昭和時代になり、アルミニウムをアルマイト加工した弁当箱が開発され、梅干しの酸にも耐えられるようになり輝きが増した。壺井栄の小説『二十四の瞳』に描写されたように、それは目の覚めるような銀色をしており、またメンテナンスの容易さもあって、当時の人々の羨望の的となった。また、かつて小学校の冬の暖房装置にストーブ類が多用されていた頃は、持参したアルマイト弁当箱ごとストーブの上に置き、保温・加熱するということも行われた。ドカベン（土方が持つような大きな弁当箱）に象徴される金属製の弁当箱は、耐熱性プラスチックなどの弁当箱に変わっていった。
さらに、1970年代に開発、発売された保温弁当容器も進化を遂げて、一昔前の大きな弁当箱というイメージは薄れ、スリムなタイプが登場した。近年は、女性向けに小型化されて、カラフルでおしゃれなタイプの保温弁当箱も登場している。

### 種類
素材から形やサイズまで多種多様で、プラスチック、木、竹、紙、漆器、ステンレス、アルミニウムなどがある。外側が魔法瓶構造で保温性を高めたランチジャーもある。
水分を漏らさないために蓋の部分にゴムパッキンをつけ蓋のずれを防ぐ留め具を備えているものがある。蓋が不用意に開かないようにするためゴム製のベルトや紐が付属している場合もある。布で包んで端を縛り固定することもある。
日本古来の重箱も弁当箱として使われることがある。
使い捨てのものもあり、プラスチック製、紙製、アルミニウム製などがある。
駅弁などでは加熱式の弁当箱もある。これは箱内、食品下に、粒状消石灰と袋入りの水とから成る発熱ユニットがあり、紐などを引くことにより破袋し、消石灰と水とが混合、反応、発熱し、食品を加熱・加温するものである。
- プラスチック弁当箱
- 魔法瓶式ランチジャー
- 最近のコンパクトでカラフルでおしゃれな、魔法瓶式スープ入れと樹脂製の箱と保温ポーチのセット（2010年代後半あたりに登場）
- 漆器、伊勢春慶の弁当箱。

## 各国の弁当箱（ランチボックス）

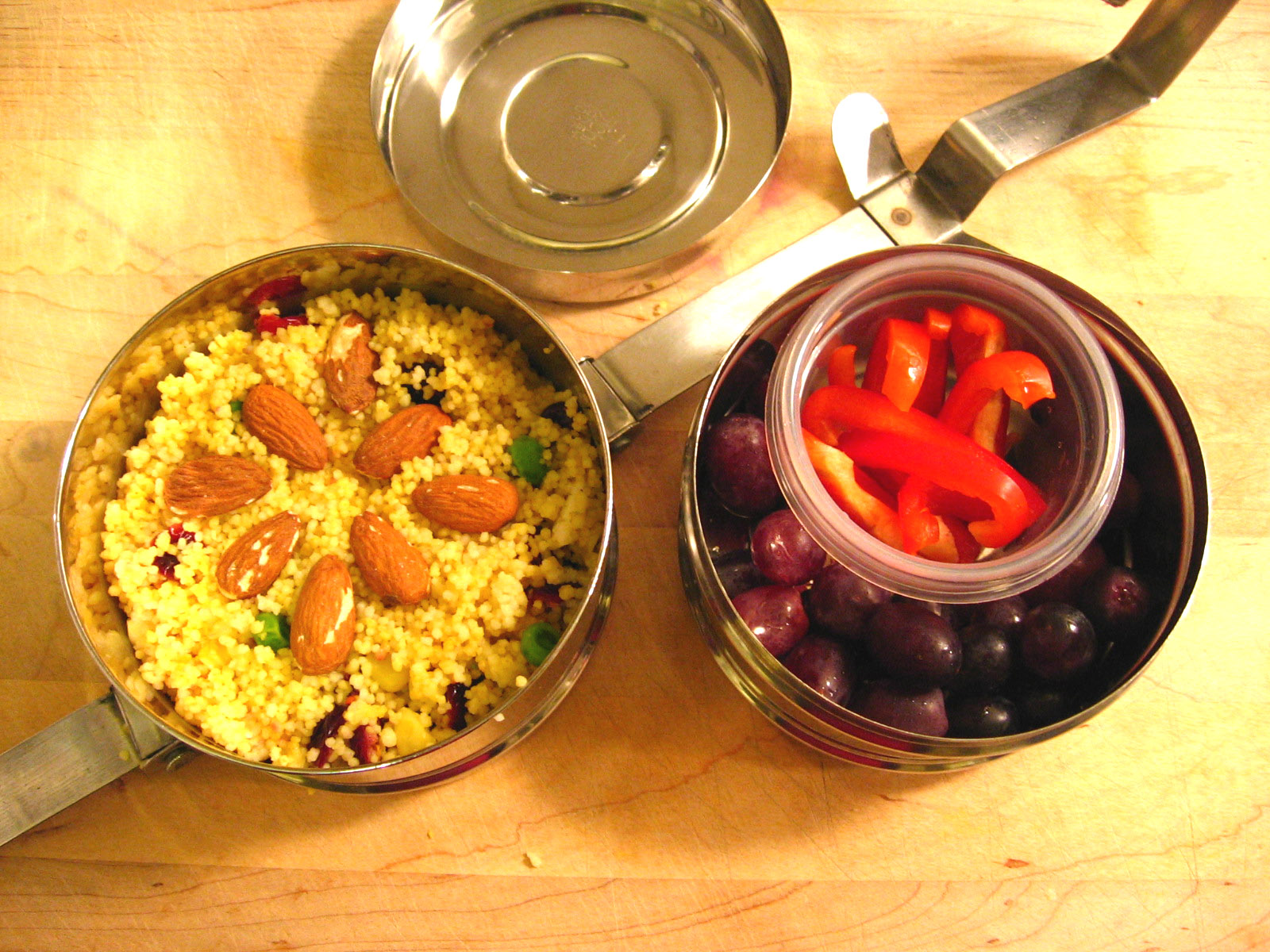
インドのダッバー。ステンレス製、数段に積む。
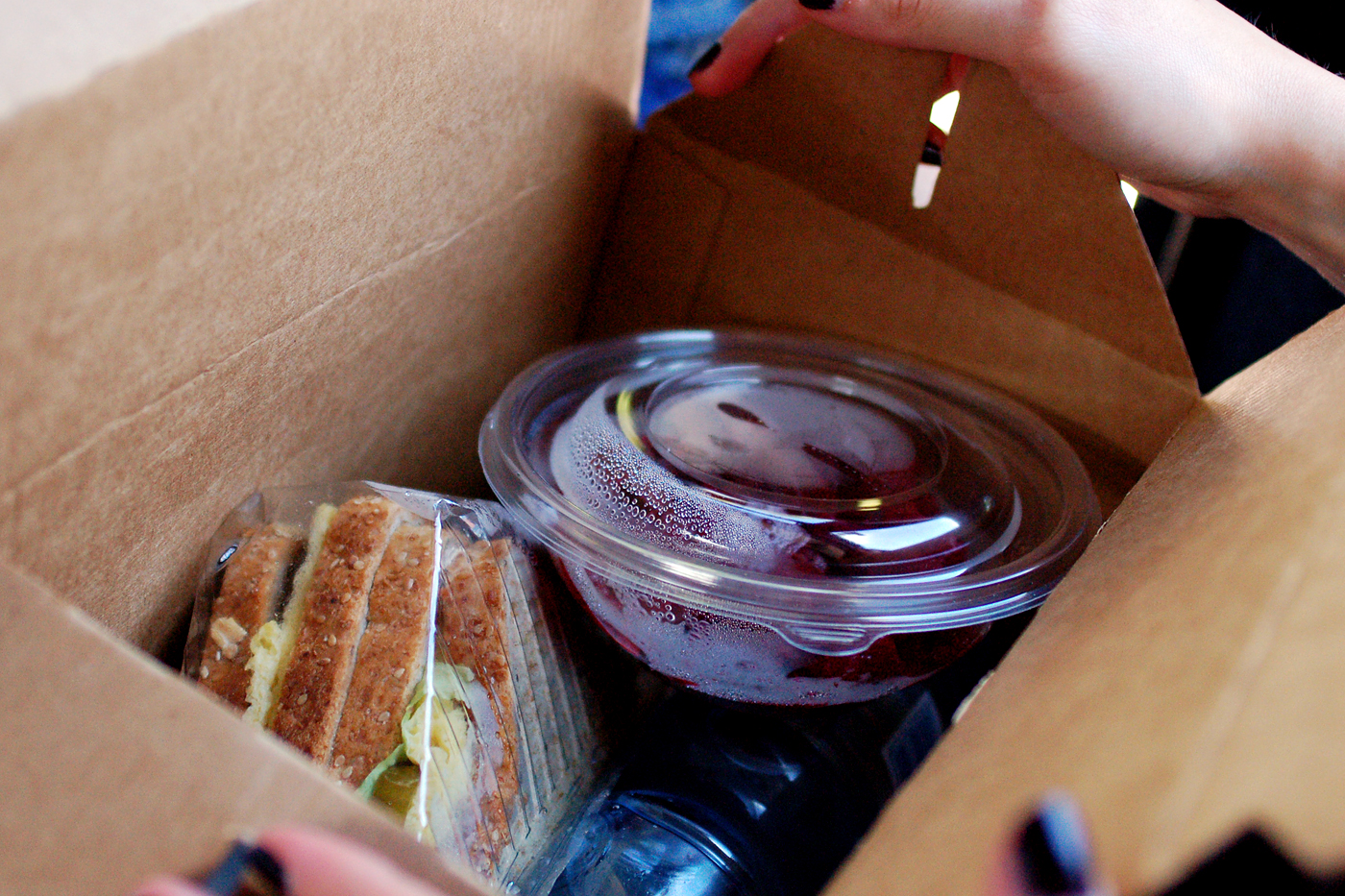
サンドイッチ圏で多い使い捨て紙箱
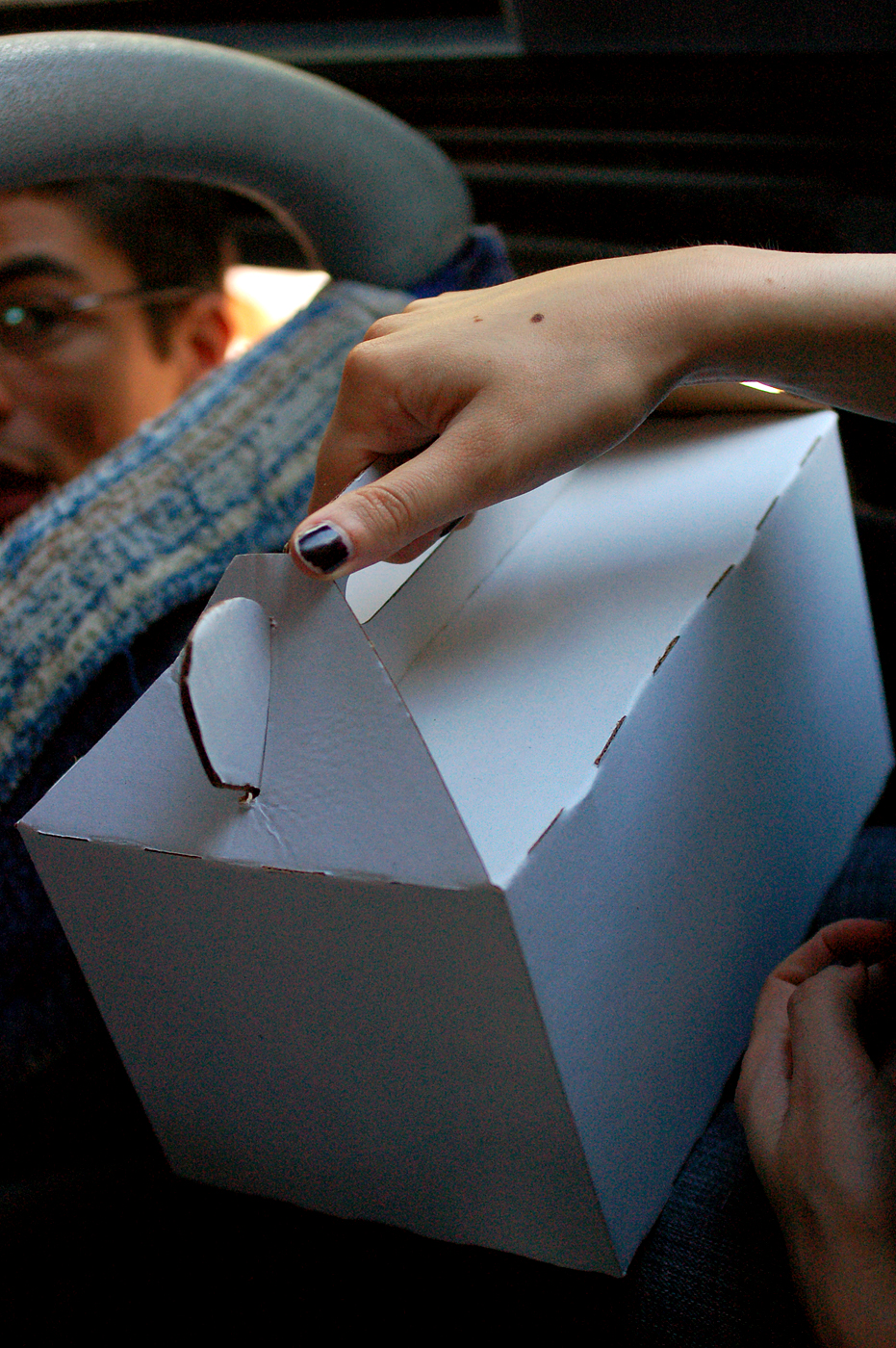
使い捨て紙箱の外観。ハンドルつき。
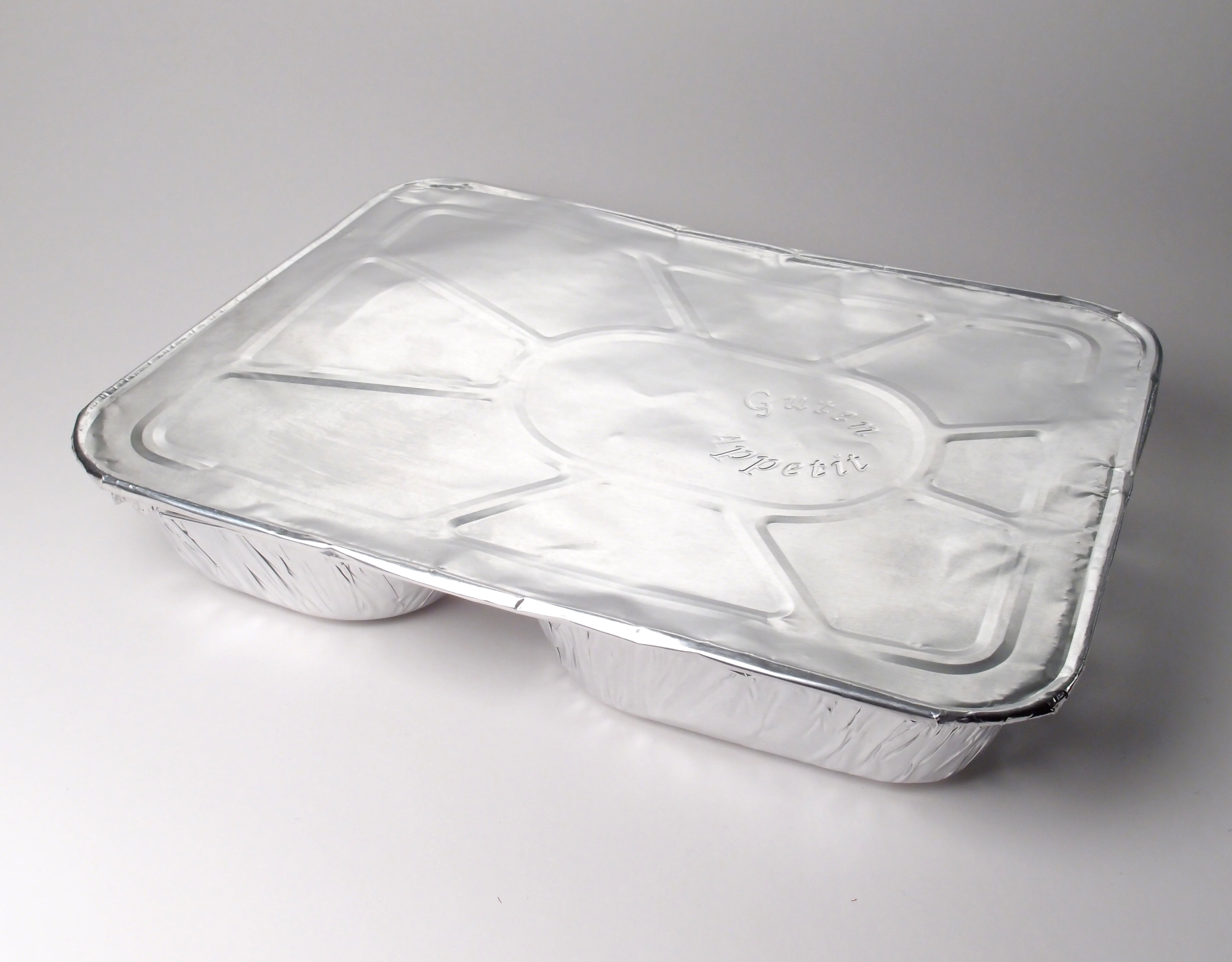
欧米のアルミ製使い捨て弁当箱。オーブン加熱可能なので機内食でも使われる。
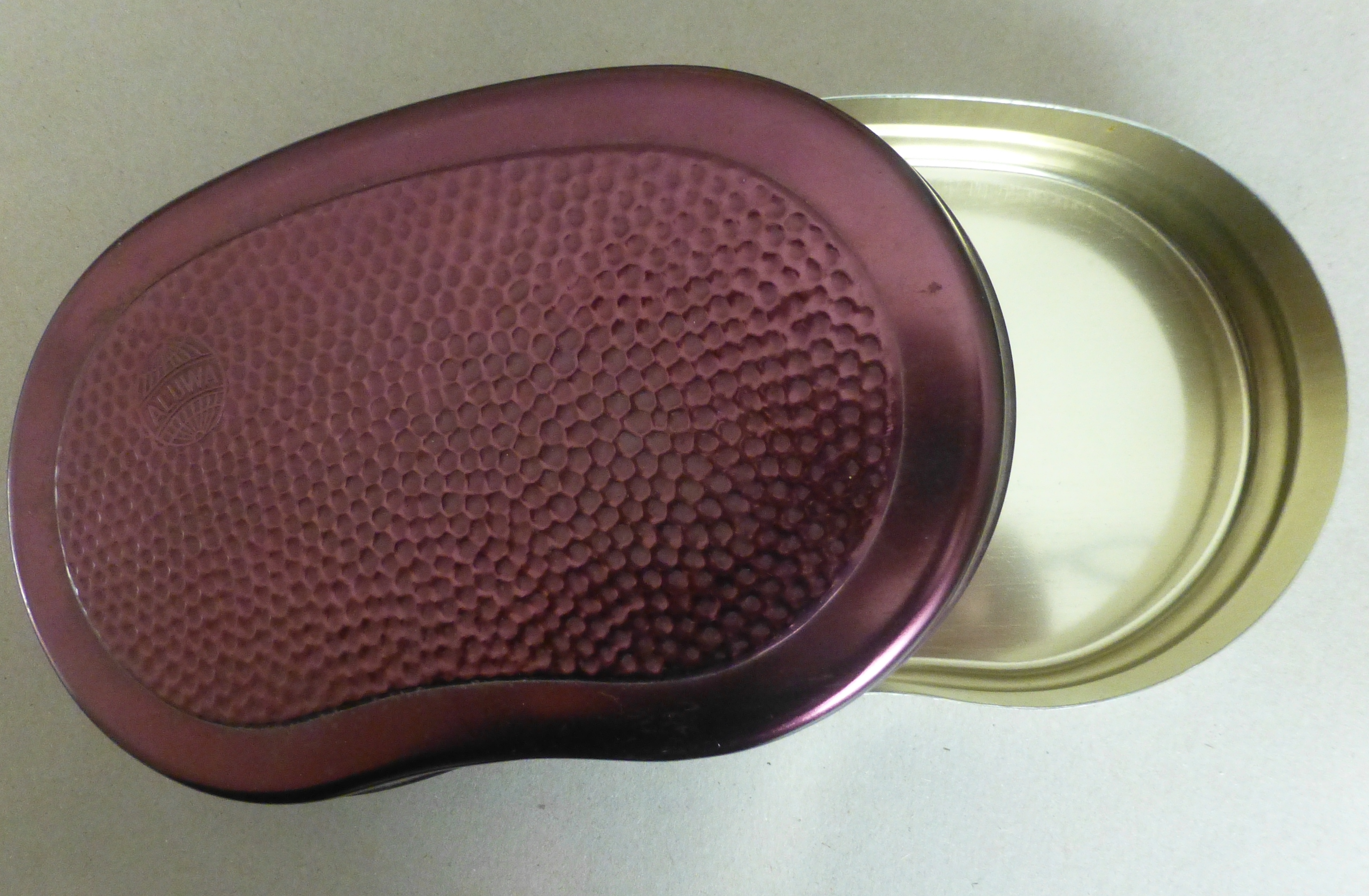
ドイツの大人用のサンドイッチ類入れ用ランチボックス
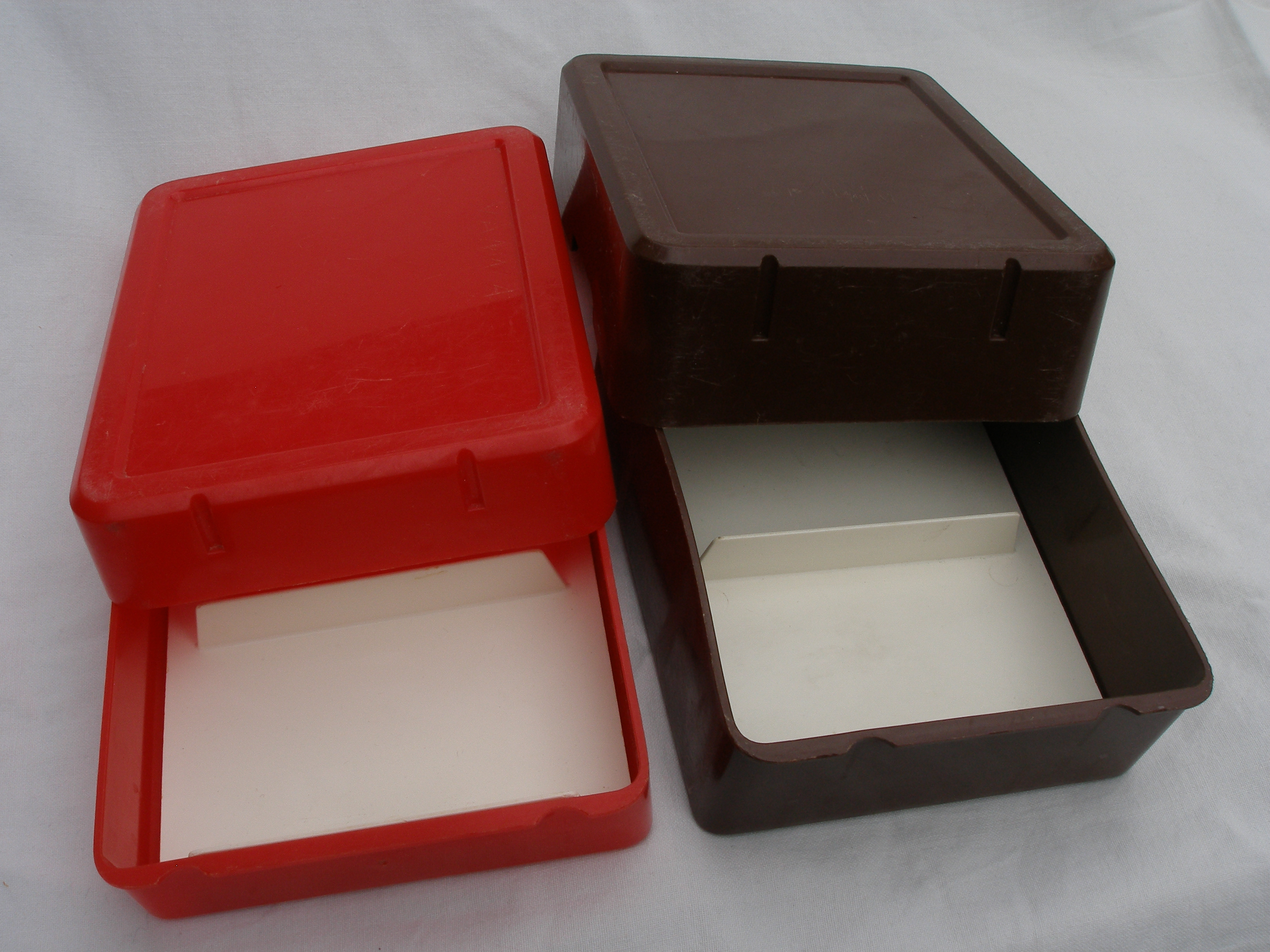
デンマークで販売されているランチボックス。合成樹脂製。
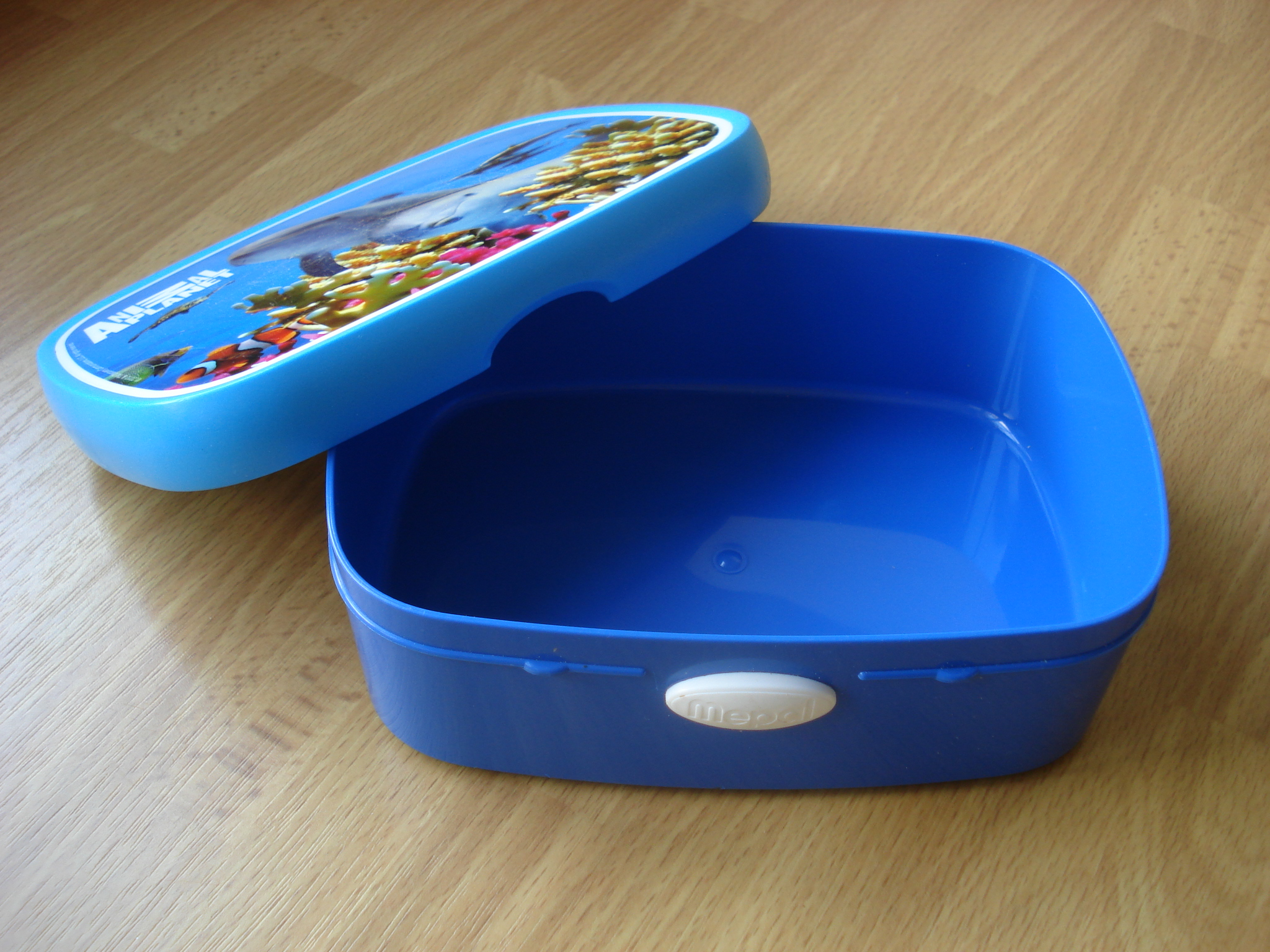
フランスの子供用ランチボックス。おもにフランスパンのサンドイッチを入れる。
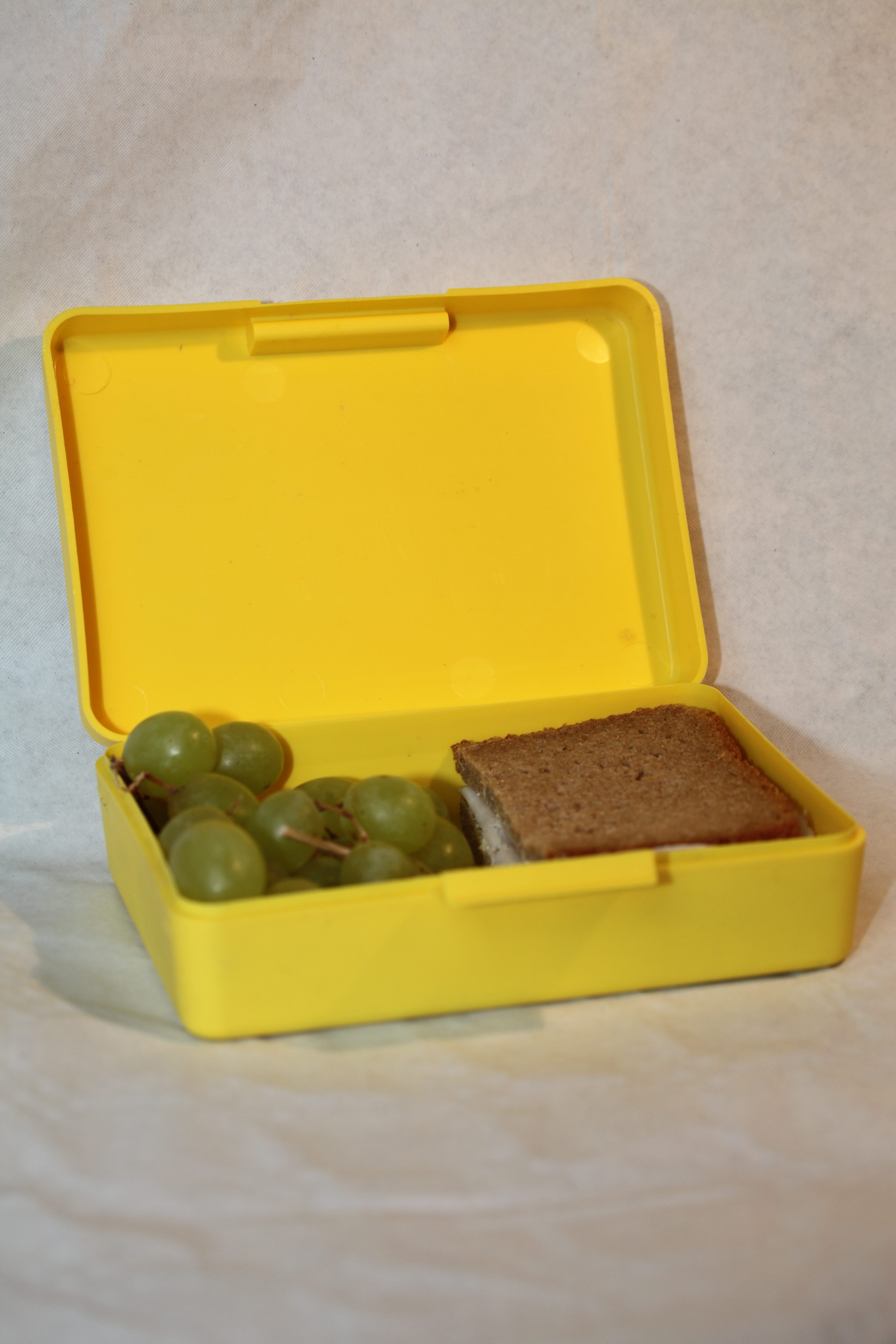
サンドイッチとフルーツを入れている普通の使用例。
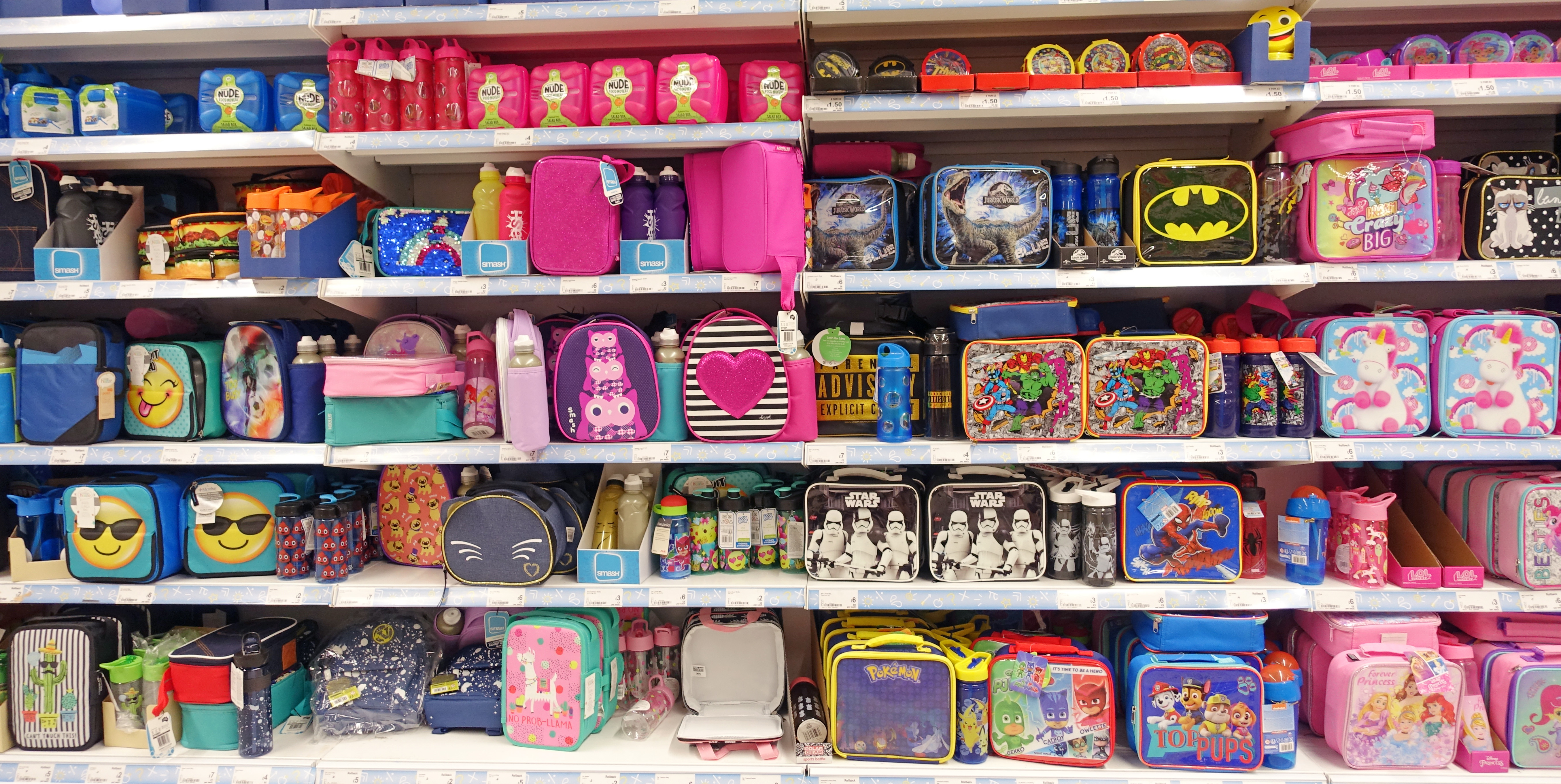
イギリスの店の棚に並ぶ子供向けランチボックス
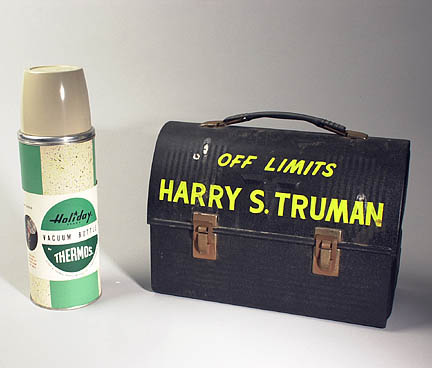
アメリカ、1930年代や1940年代、まだ合成樹脂が使われていなかった時代の金属製、ブリキ製ランチボックス
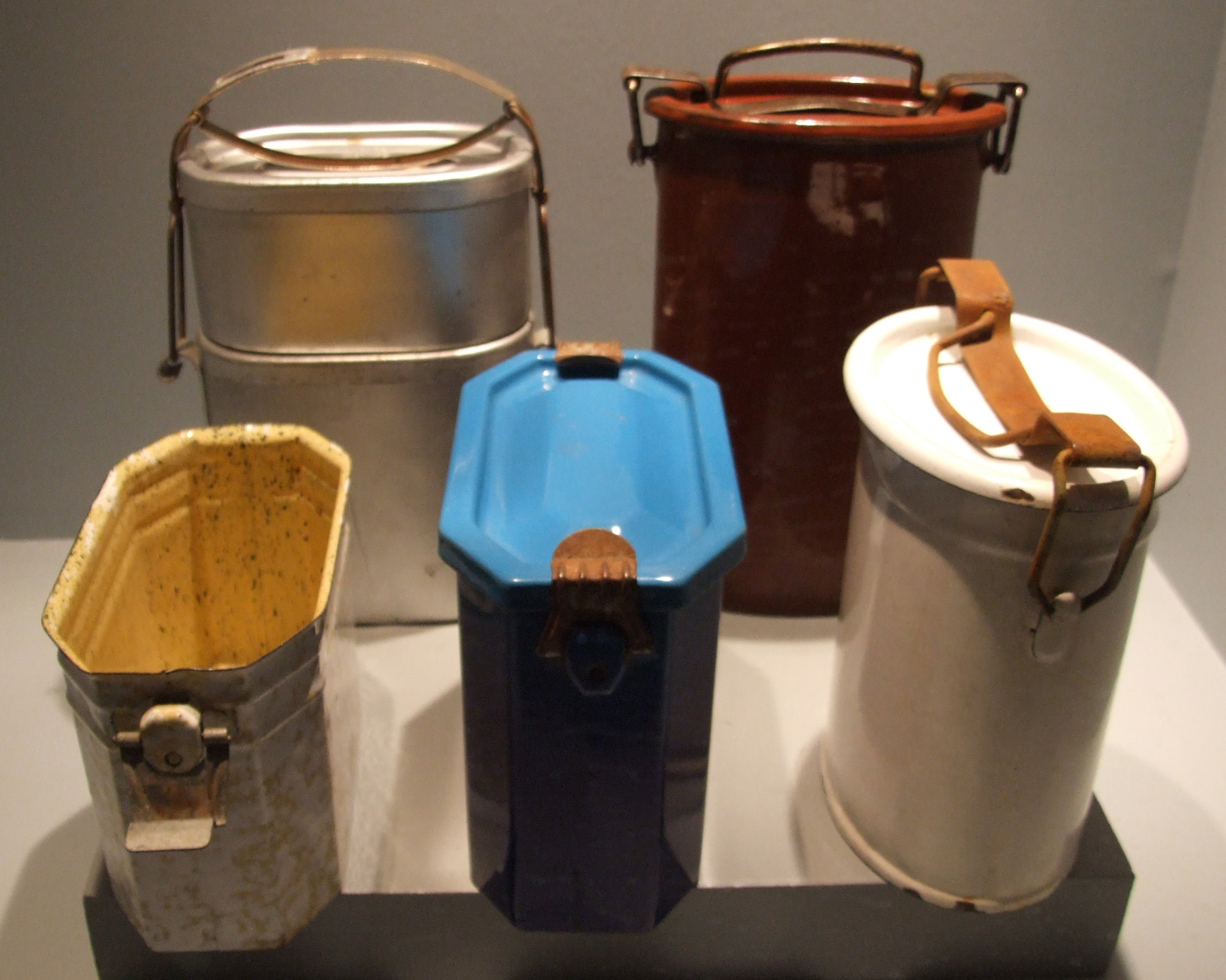
ドイツの博物館に展示されている古い弁当箱。湯煎用。